# Grad Windisch-Kolbach
Das Grad Windisch-Kolbach (Einheitenzeichen °WK), benannt nach dem deutschen Brauwissenschaftler Wilhelm Windisch und dem luxemburgischen Brauwissenschaftler Paul Kolbach, ist eine in Europa gebräuchliche Einheit im Brauwesen, mit der die Fähigkeit von Malzenzymen gemessen wird, Stärke zu Zucker (Maltose) zu reduzieren (diastatische Kraft). Sie ist definiert als die Maltosemenge, die von 100 g Malz in 30 min bei 20 °C gebildet wird.
Eine andere Einheit, die vor allem in den USA benutzt wird, ist das Grad Lintner (°L), es ergibt sich folgender Zusammenhang
(die folgenden Formeln sind Zahlenwertgleichungen, d. h. sie beziehen sich nicht auf die Einheiten selbst, sondern auf deren Zahlenwerte; diese werden hier dargestellt mit geschweiften Klammern um die Einheitenzeichen, z. B. ist {°WK} gleich dem Wert der Enzymaktivität geteilt durch Grad Windisch-Kolbach; Beispiel anhand der beiden Werte aus dem Vergleich mit Katal von unten: (334 + 16) / 3,5 = 100)
{\displaystyle {\begin{aligned}\{{}^{\circ }{\mbox{WK}}\}&=\left(3,5\cdot \{{}^{\circ }{\mbox{Lintner}}\}\right)-16\\\Leftrightarrow \{{}^{\circ }{\mbox{Lintner}}\}&={\frac {\{{}^{\circ }{\mbox{WK}}\}+16}{3,5}}\end{aligned}}}
und
334 °WK = 100 °L = 3,014·10−7 Katal = 18,08 Enzymeinheiten

## Quelle
- W. Diemair: Analytik der Lebensmittel Nachweis und Bestimmung von Lebensmittel-Inhaltsstoffen, Springer Verlag, Berlin/Heidelberg/New York 1967, S. 255–256.